# Rotterdamsche Bank (Gouda)
Het gebouw van de voormalige Rotterdamsche Bank aan de Oosthaven van de Nederlandse stad Gouda werd in 1921 gebouwd in opdracht van de Nationale Bankvereeniging te Utrecht. Het gebouw is een rijksmonument.
Het gebouw, een filiaal van de Rotterdamsche Bank, was een ontwerp van de architect Hermann Friedrich Mertens. Het bankgebouw, inclusief de bijbehorende directeurswoning op de bovenverdieping, is gebouwd in de stijl van de Amsterdamse School. Kenmerkende elementen zijn het gebruik van horizontale en verticale baksteenstructuren en de stalen vensters. In het interieur zijn invloeden vanuit de art-decostijl te bespeuren.
Inmiddels heeft het gebouw zijn functie als bankgebouw verloren. Na een verbouwing in 1990 werden er diverse bedrijven in het pand gehuisvest. De bovenetage heeft zijn woonbestemming behouden.